# Clinocera smithi
Clinocera smithi är en tvåvingeart som beskrevs av Sinclair 1999. Clinocera smithi ingår i släktet Clinocera och familjen dansflugor. Inga underarter finns listade i Catalogue of Life.